# Тур ATP 2025
Тур ATP 2025 — всесвітній елітний професійний цикл тенісних турнірів, організований Асоціацією тенісистів-професіоналів як частина тенісного сезону 2025 року. Календар включає турніри Великого шолома (проводяться Міжнародною федерацією тенісу (ITF)), Фінал ATP, турніри серії Мастерс, турніри категорій 500 і 250. Також до Туру входять Кубок Девіса (організований ITF) та Фінал ATP. Крім того, до офіційного переліку турнірів належать Кубок Лейвера та Фінал Наступного Покоління ATP, за які очки учасникам не нараховуються.

## Розклад
Нижче наведено повний розклад турнірів на 2024 рік, включаючи перелік тенісистів, які дійшли на турнірах щонайменше до чвертьфіналу.
| Турніри Великого шлему |
| Фінал ATP              |
| Тур ATP Мастерс        |
| Тур ATP 500            |
| Тур ATP 250            |
| Командні змагання      |

### Січень
| Тиждень           | Турнір | Чемпіони | Фіналісти | Півфіналісти                             | Чвертьфіналісти                                                        |
| ----------------- | --- | --- | --- | ---------------------------------------- | ---------------------------------------------------------------------- |
| 30 грудня         | United Cup Перт/Сідней, Австралія United Cup Тверде – $10,000,000 – 18 teams | США 2–0 | Польща | Казахстан Чехія                          | Німеччина Great Britain КНР Італія                                     |
| 30 грудня         | Hong Kong Open Гонконг, КНР ATP 250 Тверде – $766,290 – 28S/16Q/16D Одиночний розряд – Парний розряд | Александр Мюллер 2–6, 6–1, 6–3 | Нісікорі Кей | Shang Juncheng Хауме Мунар               | Фаб'ян Марожан Кемерон Норрі Артюр Фіс Лоренцо Музетті                 |
| 30 грудня         | Hong Kong Open Гонконг, КНР ATP 250 Тверде – $766,290 – 28S/16Q/16D Одиночний розряд – Парний розряд | Сандер Арендс Люк Джонсон 7–5, 4–6, [10–7] | Карен Хачанов Андрій Рубльов | Shang Juncheng Хауме Мунар               | Фаб'ян Марожан Кемерон Норрі Артюр Фіс Лоренцо Музетті                 |
| 30 грудня         | Brisbane International Брисбен, Австралія ATP 250 Тверде – $ – 32S/24Q/24D Одиночний розряд – Парний розряд | Їржі Легечка 4–1 ret. | Рейллі Опелка | Джованні Мпетші Перрікар Григор Димитров | Новак Джокович Якуб Меншик Ніколас Джаррі Джордан Томпсон              |
| 30 грудня         | Brisbane International Брисбен, Австралія ATP 250 Тверде – $ – 32S/24Q/24D Одиночний розряд – Парний розряд | Джуліан Кеш Ллойд Ґласспул 6–3, 6–7(2–7), [10–6] | Їржі Легечка Якуб Меншик | Джованні Мпетші Перрікар Григор Димитров | Новак Джокович Якуб Меншик Ніколас Джаррі Джордан Томпсон              |
| 6 січня           | Adelaide International Аделаїда, Австралія ATP 250 Тверде – $766,290 – 28S/16Q/24D Одиночний розряд – Парний розряд | Фелікс Оже-Аліассім 6–3, 3–6, 6–1 | Себастьян Корда | Томмі Пол Міомір Кецмановіч              | Рінкі Хіджіката Маркос Гірон Бенжамен Бонзі Танасі Коккінакіс          |
| 6 січня           | Adelaide International Аделаїда, Австралія ATP 250 Тверде – $766,290 – 28S/16Q/24D Одиночний розряд – Парний розряд | Сімоне Болеллі Андреа Вавассорі 4–6, 7–6(7–4), [11–9] | Кевін Кравіц Тім Пюц | Томмі Пол Міомір Кецмановіч              | Рінкі Хіджіката Маркос Гірон Бенжамен Бонзі Танасі Коккінакіс          |
| 6 січня           | Auckland Open Окленд (Нова Зеландія), Нова Зеландія ATP 250 Тверде – $766,290 – 28S/16Q/16D Одиночний розряд – Парний розряд | Гаель Монфіс 6–3, 6–4 | Зізу Берґс | Нуно Боржеш Нішеш Басаваредді            | Якуб Меншик Роберто Карбальєс Баена Факундо Діас Акоста Алекс Мікелсен |
| 6 січня           | Auckland Open Окленд (Нова Зеландія), Нова Зеландія ATP 250 Тверде – $766,290 – 28S/16Q/16D Одиночний розряд – Парний розряд | Нікола Мектич Майкл Вінус Walkover | Крістіан Гаррісон Ражів Рам | Нуно Боржеш Нішеш Басаваредді            | Якуб Меншик Роберто Карбальєс Баена Факундо Діас Акоста Алекс Мікелсен |
| 13 січня 20 січня | Відкритий чемпіонат Австралії з тенісу Мельбурн, Австралія Grand Slam Тверде – A$43,250,000 128S/128Q/64D/32X Одиночний розряд – Парний розряд – Мікст | Яннік Сіннер 6–3, 7–6(7–4), 6–3 | Александр Зверєв | Бен Шелтон Новак Джокович                | Алекс де Мінор Лоренцо Сонего Карлос Алькарас Томмі Пол                |
| 13 січня 20 січня | Відкритий чемпіонат Австралії з тенісу Мельбурн, Австралія Grand Slam Тверде – A$43,250,000 128S/128Q/64D/32X Одиночний розряд – Парний розряд – Мікст | Гаррі Геліоваара Генрі Петтен 6–7(16–18), 7–6(7–5), 6–3 | Сімоне Болеллі Андреа Вавассорі | Бен Шелтон Новак Джокович                | Алекс де Мінор Лоренцо Сонего Карлос Алькарас Томмі Пол                |
| 13 січня 20 січня | Відкритий чемпіонат Австралії з тенісу Мельбурн, Австралія Grand Slam Тверде – A$43,250,000 128S/128Q/64D/32X Одиночний розряд – Парний розряд – Мікст | Олівія Гадецкі Джон Пірс 3–6, 6–4, [10–6] | Кімберлі Біррелл Джон-Патрік Сміт | Бен Шелтон Новак Джокович                | Алекс де Мінор Лоренцо Сонего Карлос Алькарас Томмі Пол                |
| 27 січня          | Davis Cup, Кваліфікація Стокгольм, Швеція – hard (i) Монреаль, Канада – hard (i) Вільнюс, Литва – hard (i) Тайбей, Китайський Тайбей – hard (i) Копенгаген, Данія – hard (i) Осієк, Хорватія – hard (i) Орлеан, Франція – hard (i) Біль, Швейцарія – hard (i) Острава, Чехія – hard (i) Мікі, Японія – hard (i) Швехат, Австрія – clay (i) Гасселт, Бельгія – hard (i) Fjellhamar, Норвегія – hard (i) | Перемогли у кваліфікації · Австралія 3–1 · Угорщина 3–2 · Німеччина 3–1 · Сполучені Штати Америки 4–0 · Данія 3–2 · Хорватія 3–1 · Франція 4–0 · Іспанія 3–1 · Чехія 4–0 · Японія 3–2 · Австрія 4–0 · Бельгія 3–1 · Аргентина 3–2 | Програли у кваліфікації · Швеція · Канада · Ізраїль · Китайський Тайбей · Сербія · Словаччина · Бразилія · Швейцарія · Південна Корея · Велика Британія · Фінляндія · Чилі · Норвегія |                                          |                                                                        |
| 27 січня          | Open Occitanie Монпельє, Франція ATP 250 Тверде (i) – €622,850 – 28S/16Q/16D Одиночний розряд – Парний розряд | Фелікс Оже-Аліассім 6–2, 6–7(7–9), 7–6(7–2) | Александар Ковачевич | Андрій Рубльов Єспер де Йонґ             | Ніколоз Басілашвілі Олександр Бублик Таллон Ґрікспор Бу Юньчаокете     |
| 27 січня          | Open Occitanie Монпельє, Франція ATP 250 Тверде (i) – €622,850 – 28S/16Q/16D Одиночний розряд – Парний розряд | Робін Гаасе Ботік ван де Зандсгулп 6–7(7–9), 6–3, [10–5] | Таллон Ґрікспор Барт Стевенс | Андрій Рубльов Єспер де Йонґ             | Ніколоз Басілашвілі Олександр Бублик Таллон Ґрікспор Бу Юньчаокете     |

### Лютий
| Тиждень   | Турнір | Чемпіони                                                 | Фіналісти                        | Півфіналісти                             | Чвертьфіналісти                                                   |
| --------- | --- | -------------------------------------------------------- | -------------------------------- | ---------------------------------------- | ----------------------------------------------------------------- |
| 3 лютого  | Dallas Open Dallas, США ATP 500 Тверде (i) – $3,035,960 – 32S/16Q/16D Одиночний розряд – Парний розряд               | Денис Шаповалов 7–6(7–5), 6–3                            | Каспер Рууд                      | Томмі Пол Хауме Мунар                    | Томаш Махач Рейллі Опелка Маттео Арналді Йосіхіто Нісіока         |
| 3 лютого  | Dallas Open Dallas, США ATP 500 Тверде (i) – $3,035,960 – 32S/16Q/16D Одиночний розряд – Парний розряд               | Крістіан Гаррісон Еван Кінґ 7-6(7-4), 7-6(7-4)           | Аріель Беар Роберт Ґалловей      | Томмі Пол Хауме Мунар                    | Томаш Махач Рейллі Опелка Маттео Арналді Йосіхіто Нісіока         |
| 3 лютого  | Rotterdam Open Роттердам, Нідерланди ATP 500 Тверде (i) – €2,563,150 – 32S/16Q/16D Одиночний розряд – Парний розряд  | Карлос Алькарас 6–4, 3–6, 6–2                            | Алекс де Мінор                   | Губерт Гуркач Маттіа Белуччі             | Педро Мартінес Андрій Рубльов Даніель Альтмаєр Стефанос Ціціпас   |
| 3 лютого  | Rotterdam Open Роттердам, Нідерланди ATP 500 Тверде (i) – €2,563,150 – 32S/16Q/16D Одиночний розряд – Парний розряд  | Сімоне Болеллі Андреа Вавассорі 6–2, 4–6, [10–6]         | Сандер Жіє Ян Зелінський         | Губерт Гуркач Маттіа Белуччі             | Педро Мартінес Андрій Рубльов Даніель Альтмаєр Стефанос Ціціпас   |
| 10 лютого | Delray Beach Open Делрей-Біч, США ATP 250 Тверде – $710,735 – 28S/16Q/16D Одиночний розряд – Парний розряд           | Міомір Кецмановіч 3–6, 6–1, 7–5                          | Алехандро Давидович Фокіна       | Маттео Арналді Алекс Мікелсен            | Тейлор Фріц Брендон Накашіма Кемерон Норрі Маркос Гірон           |
| 10 лютого | Delray Beach Open Делрей-Біч, США ATP 250 Тверде – $710,735 – 28S/16Q/16D Одиночний розряд – Парний розряд           | Міомір Кецмановіч Брендон Накашіма 7–6(7–3), 1–6, [10–3] | Крістіан Гаррісон Еван Кінґ      | Маттео Арналді Алекс Мікелсен            | Тейлор Фріц Брендон Накашіма Кемерон Норрі Маркос Гірон           |
| 10 лютого | Open 13 Марсель, Франція ATP 250 Тверде (i) – €767,545 – 28S/16Q/16D Одиночний розряд – Парний розряд                | Юго Енбер 7–6(7–4), 6–4                                  | Хамад Меджедович                 | Данило Медведєв Зізу Берґс               | Ян-Леннард Штруфф Даніель Альтмаєр Чжан Чжичжень Лоренцо Сонего   |
| 10 лютого | Open 13 Марсель, Франція ATP 250 Тверде (i) – €767,545 – 28S/16Q/16D Одиночний розряд – Парний розряд                | Бенжамен Бонзі П'єр-Юг Ербер 6–3, 6–4                    | Сандер Жіє Ян Зелінський         | Данило Медведєв Зізу Берґс               | Ян-Леннард Штруфф Даніель Альтмаєр Чжан Чжичжень Лоренцо Сонего   |
| 10 лютого | Argentina Open Буенос-Айрес, Аргентина ATP 250 Ґрунт (red) – $688,985 – 28S/16Q/16D Одиночний розряд – Парний розряд | Жуан Фонсека 6–4, 7–6(7–1)                               | Франсіско Черундоло              | Педро Мартінес Ласло Дьоре               | Александр Зверєв Лоренцо Музетті Тьягу Сейбот Вілд Маріано Навоне |
| 10 лютого | Argentina Open Буенос-Айрес, Аргентина ATP 250 Ґрунт (red) – $688,985 – 28S/16Q/16D Одиночний розряд – Парний розряд | Гвідо Андреоцці Тео Аррібаже 7–5, 4–6, [10–7]            | Рафаель Матос Марсело Мело       | Педро Мартінес Ласло Дьоре               | Александр Зверєв Лоренцо Музетті Тьягу Сейбот Вілд Маріано Навоне |
| 17 лютого | Qatar Open Доха, Катар ATP 500 Тверде – $3,035,960 – 32S/16Q/16D Одиночний розряд – Парний розряд                    | Андрій Рубльов 7–5, 5–7, 6–1                             | Джек Дрейпер                     | Їржі Легечка Фелікс Оже-Аліассім         | Карлос Алькарас Маттео Берреттіні Данило Медведєв Алекс де Мінор  |
| 17 лютого | Qatar Open Доха, Катар ATP 500 Тверде – $3,035,960 – 32S/16Q/16D Одиночний розряд – Парний розряд                    | Джуліан Кеш Ллойд Ґласспул 6–3, 6–2                      | Джо Солсбері Ніл Скупскі         | Їржі Легечка Фелікс Оже-Аліассім         | Карлос Алькарас Маттео Берреттіні Данило Медведєв Алекс де Мінор  |
| 17 лютого | Rio Open Ріо-де-Жанейро, Бразилія ATP 500 Ґрунт (red) – $2,574,145 – 32S/16Q/16D Одиночний розряд – Парний розряд    | Себастьян Баес 6–2, 6–3                                  | Александр Мюллер                 | Франсіско Комесанья Каміло Уґо Карабеллі | Александр Зверєв Франсіско Черундоло Tseng Chun-hsin Хайме Фарія  |
| 17 лютого | Rio Open Ріо-де-Жанейро, Бразилія ATP 500 Ґрунт (red) – $2,574,145 – 32S/16Q/16D Одиночний розряд – Парний розряд    | Рафаель Матос Марсело Мело 6–2, 7–5                      | Педро Мартінес Хауме Мунар       | Франсіско Комесанья Каміло Уґо Карабеллі | Александр Зверєв Франсіско Черундоло Tseng Chun-hsin Хайме Фарія  |
| 24 лютого | Dubai Tennis Championships Дубай, ОАЕ ATP 500 Тверде – $3,415,700 – 32S/16Q/16D Одиночний розряд – Парний розряд     | Стефанос Ціціпас 6–3, 6–3                                | Фелікс Оже-Аліассім              | Таллон Ґрікспор Квентен Аліс             | Данило Медведєв Маттео Берреттіні Лука Нарді Марин Чилич          |
| 24 лютого | Dubai Tennis Championships Дубай, ОАЕ ATP 500 Тверде – $3,415,700 – 32S/16Q/16D Одиночний розряд – Парний розряд     | Юкі Бгамбрі Олексій Попирин 3–6, 7–6(14–12), [10–8]      | Гаррі Геліоваара Генрі Петтен    | Таллон Ґрікспор Квентен Аліс             | Данило Медведєв Маттео Берреттіні Лука Нарді Марин Чилич          |
| 24 лютого | Mexican Open Акапулько, Мексика ATP 500 Тверде – $2,763,440 – 32S/16Q/16D Одиночний розряд – Парний розряд           | Томаш Махач 7–6(8–6), 6–2                                | Алехандро Давидович Фокіна       | Брендон Накашіма Денис Шаповалов         | Learner Tien Давід Ґоффен Маркос Гірон Rodrigo Pacheco Méndez     |
| 24 лютого | Mexican Open Акапулько, Мексика ATP 500 Тверде – $2,763,440 – 32S/16Q/16D Одиночний розряд – Парний розряд           | Крістіан Гаррісон Еван Кінґ 6–4, 6–0                     | Садіо Думбія Фаб'єн Ребуль       | Брендон Накашіма Денис Шаповалов         | Learner Tien Давід Ґоффен Маркос Гірон Rodrigo Pacheco Méndez     |
| 24 лютого | Chile Open Сантьяго, Чилі ATP 250 Ґрунт (red) – $710,735 – 28S/16Q/16D Одиночний розряд – Парний розряд              | Ласло Дьоре 6–4, 3–6, 7–5                                | Себастьян Баес                   | Франсіско Черундоло Каміло Уґо Карабеллі | Томас Мартін Етчеверрі Хайме Фарія Дамір Джумгур Федеріко Корія   |
| 24 лютого | Chile Open Сантьяго, Чилі ATP 250 Ґрунт (red) – $710,735 – 28S/16Q/16D Одиночний розряд – Парний розряд              | Ніколас Баррієнтос Rithvik Choudary Bollipalli 6–3, 6–2  | Максімо Гонсалес Андрес Мольтені | Франсіско Черундоло Каміло Уґо Карабеллі | Томас Мартін Етчеверрі Хайме Фарія Дамір Джумгур Федеріко Корія   |

### Березень
| Тиждень               | Турнір | Чемпіони                                          | Фіналісти                                | Півфіналісти                          | Чвертьфіналісти                                                      |
| --------------------- | --- | ------------------------------------------------- | ---------------------------------------- | ------------------------------------- | -------------------------------------------------------------------- |
| 3 березня 10 березня  | Indian Wells Open Індіан-Веллс, США ATP Masters 1000 Тверде – $9,693,540 – 96S/48Q/32D Одиночний розряд – Парний розряд – Mixed   | Джек Дрейпер 6–2, 6–2                             | Гольгер Руне                             | Данило Медведєв Карлос Алькарас       | Таллон Ґрікспор Артюр Фіс Бен Шелтон Франсіско Черундоло             |
| 3 березня 10 березня  | Indian Wells Open Індіан-Веллс, США ATP Masters 1000 Тверде – $9,693,540 – 96S/48Q/32D Одиночний розряд – Парний розряд – Mixed   | Марсело Аревало Мате Павич 6–3, 6–4               | Себастьян Корда Джордан Томпсон          | Данило Медведєв Карлос Алькарас       | Таллон Ґрікспор Артюр Фіс Бен Шелтон Франсіско Черундоло             |
| 3 березня 10 березня  | Indian Wells Open Індіан-Веллс, США ATP Masters 1000 Тверде – $9,693,540 – 96S/48Q/32D Одиночний розряд – Парний розряд – Mixed   | Сара Еррані Андреа Вавассорі 6–3, 6–4             | Бетані Маттек-Сендс Мате Павич           | Данило Медведєв Карлос Алькарас       | Таллон Ґрікспор Артюр Фіс Бен Шелтон Франсіско Черундоло             |
| 17 березня 24 березня | Miami Open Маямі-Гарденс, США ATP Masters 1000 Тверде – $9,193,540 – 96S/48Q/32D Одиночний розряд – Парний розряд                 | Якуб Меншик 7–6(7–4), 7–6(7–4)                    | Новак Джокович                           | Тейлор Фріц Григор Димитров           | Артюр Фіс Маттео Берреттіні Себастьян Корда Франсіско Черундоло      |
| 17 березня 24 березня | Miami Open Маямі-Гарденс, США ATP Masters 1000 Тверде – $9,193,540 – 96S/48Q/32D Одиночний розряд – Парний розряд                 | Марсело Аревало Мате Павич 7–6(7–3), 6–3          | Джуліан Кеш Ллойд Ґласспул               | Тейлор Фріц Григор Димитров           | Артюр Фіс Маттео Берреттіні Себастьян Корда Франсіско Черундоло      |
| 31 березня            | U.S. Men's Clay Court Championships Х'юстон, США ATP 250 Ґрунт (maroon) – $710,735 – 28S/16Q/16D Одиночний розряд – Парний розряд | Дженсон Бруксбі 6–4, 6–2                          | Френсіс Тіафо                            | Томмі Пол Брендон Накашіма            | Colton Smith Александар Ковачевич Крістофер Юбенкс Алекс Мікелсен    |
| 31 березня            | U.S. Men's Clay Court Championships Х'юстон, США ATP 250 Ґрунт (maroon) – $710,735 – 28S/16Q/16D Одиночний розряд – Парний розряд | Фернандо Ромболі Джон-Патрік Сміт 6–1, 6–4        | Федеріко Агустін Гомес Сантьяго Гонсалес | Томмі Пол Брендон Накашіма            | Colton Smith Александар Ковачевич Крістофер Юбенкс Алекс Мікелсен    |
| 31 березня            | Grand Prix Hassan II Марракеш, Марокко ATP 250 Ґрунт (red) – €622,850 – 28S/16Q/16D Одиночний розряд – Парний розряд              | Лук'яно Дардері 7–6(7–3), 7–6(7–4)                | Таллон Ґрікспор                          | Каміл Майхшак Роберто Карбальєс Баена | Маттіа Белуччі Александр Мюллер Нуно Боржеш Віт Копршива             |
| 31 березня            | Grand Prix Hassan II Марракеш, Марокко ATP 250 Ґрунт (red) – €622,850 – 28S/16Q/16D Одиночний розряд – Парний розряд              | Петр Ноуза Патрік Рікль 6–3, 6–4                  | Юго Нис Едуар Роже-Васслен               | Каміл Майхшак Роберто Карбальєс Баена | Маттіа Белуччі Александр Мюллер Нуно Боржеш Віт Копршива             |
| 31 березня            | Romanian Open Бухарест, Румунія ATP 250 Ґрунт (red) – €622,850 – 28S/16Q/16D Одиночний розряд – Парний розряд                     | Флавіо Коболлі 6–4, 6–4                           | Себастьян Баес                           | Мартон Фучович Дамір Джумгур          | Франсіско Комесанья Крістофер О'Коннелл Філіп Місолич Педро Мартінес |
| 31 березня            | Romanian Open Бухарест, Румунія ATP 250 Ґрунт (red) – €622,850 – 28S/16Q/16D Одиночний розряд – Парний розряд                     | Марсель Гранольєрс Орасіо Себальйос 7–6(7–3), 6–4 | Якоб Шнайттер Марк Вальнер               | Мартон Фучович Дамір Джумгур          | Франсіско Комесанья Крістофер О'Коннелл Філіп Місолич Педро Мартінес |

### Квітень
| Тиждень             | Турнір | Чемпіони                                           | Фіналісти                  | Півфіналісти                              | Чвертьфіналісти                                                        |
| ------------------- | --- | -------------------------------------------------- | -------------------------- | ----------------------------------------- | ---------------------------------------------------------------------- |
| 7 квітня            | Monte-Carlo Masters Рокбрюн-Кап-Мартен, Франція ATP Masters 1000 Ґрунт (red) – €6,832,435 – 56S/28Q/32D Одиночний розряд – Парний розряд      | Карлос Алькарас 3–6, 6–1, 6–0                      | Лоренцо Музетті            | Алекс де Мінор Алехандро Давидович Фокіна | Стефанос Ціціпас Григор Димитров Олексій Попирин Артюр Фіс             |
| 7 квітня            | Monte-Carlo Masters Рокбрюн-Кап-Мартен, Франція ATP Masters 1000 Ґрунт (red) – €6,832,435 – 56S/28Q/32D Одиночний розряд – Парний розряд      | Ромен Арнеодо Мануель Гінар 1–6, 7–6(10–8), [10–8] | Джуліан Кеш Ллойд Ґласспул | Алекс де Мінор Алехандро Давидович Фокіна | Стефанос Ціціпас Григор Димитров Олексій Попирин Артюр Фіс             |
| 14 квітня           | Barcelona Open Барселона, Іспанія ATP 500 Ґрунт (red) – €3,050,800 – 32S/24Q/16D Одиночний розряд – Парний розряд                             | Гольгер Руне 7–6(8–6), 6–2                         | Карлос Алькарас            | Артюр Фіс Карен Хачанов                   | Алекс де Мінор Стефанос Ціціпас Алехандро Давидович Фокіна Каспер Рууд |
| 14 квітня           | Barcelona Open Барселона, Іспанія ATP 500 Ґрунт (red) – €3,050,800 – 32S/24Q/16D Одиночний розряд – Парний розряд                             | Сандер Арендс Люк Джонсон 6–3, 6–7(1–7), [10–6]    | Джо Солсбері Ніл Скупскі   | Артюр Фіс Карен Хачанов                   | Алекс де Мінор Стефанос Ціціпас Алехандро Давидович Фокіна Каспер Рууд |
| 14 квітня           | Bavarian International Tennis Championships Мюнхен, Німеччина ATP 500 Ґрунт (red) – €2,747,360 – 32S/16Q/16D Одиночний розряд – Парний розряд | Александр Зверєв 6–2, 6–4                          | Бен Шелтон                 | Фаб'ян Марожан Франсіско Черундоло        | Таллон Ґрікспор Зізу Берґс Давід Ґоффен Лук'яно Дардері                |
| 14 квітня           | Bavarian International Tennis Championships Мюнхен, Німеччина ATP 500 Ґрунт (red) – €2,747,360 – 32S/16Q/16D Одиночний розряд – Парний розряд | Андре Ґоранссон Сем Вербек 6–4, 6–4                | Кевін Кравіц Тім Пюц       | Фаб'ян Марожан Франсіско Черундоло        | Таллон Ґрікспор Зізу Берґс Давід Ґоффен Лук'яно Дардері                |
| 21 квітня 28 квітня | Madrid Open Мадрид, Іспанія ATP 1000 Ґрунт (red) – €9,797,365 – 96S/48Q/32D Одиночний розряд – Парний розряд                                  | Каспер Рууд 7–5, 3–6, 6–4                          | Джек Дрейпер               | Франсіско Черундоло Лоренцо Музетті       | Якуб Меншик Данило Медведєв Маттео Арналді Gabriel Diallo              |
| 21 квітня 28 квітня | Madrid Open Мадрид, Іспанія ATP 1000 Ґрунт (red) – €9,797,365 – 96S/48Q/32D Одиночний розряд – Парний розряд                                  | Марсель Гранольєрс Орасіо Себальйос 6–4, 6–4       | Марсело Аревало Мате Павич | Франсіско Черундоло Лоренцо Музетті       | Якуб Меншик Данило Медведєв Маттео Арналді Gabriel Diallo              |

### Травень
| Тиждень            | Турнір | Чемпіони                                                | Фіналісти                        | Півфіналісти                               | Чвертьфіналісти                                                                |
| ------------------ | --- | ------------------------------------------------------- | -------------------------------- | ------------------------------------------ | ------------------------------------------------------------------------------ |
| 5 травня 12 травня | Italian Open Рим, Італія ATP 1000 Ґрунт (red) – €9,645,265 – 96S/48Q/32D Одиночний розряд – Парний розряд                                             | Карлос Алькарас 7–6(7–5), 6–1                           | Яннік Сіннер                     | Томмі Пол Лоренцо Музетті                  | Каспер Рууд Губерт Гуркач Джек Дрейпер Александр Зверєв                        |
| 5 травня 12 травня | Italian Open Рим, Італія ATP 1000 Ґрунт (red) – €9,645,265 – 96S/48Q/32D Одиночний розряд – Парний розряд                                             | Марсело Аревало Мате Павич 6–4, 6–7(6–8), [13–11]       | Садіо Думбія Фаб'єн Ребуль       | Томмі Пол Лоренцо Музетті                  | Каспер Рууд Губерт Гуркач Джек Дрейпер Александр Зверєв                        |
| 19 травня          | Hamburg Open Гамбург, Німеччина ATP 500 Ґрунт (red) – €2,320,160 – 32S/16Q/16D Одиночний розряд – Парний розряд                                       | Флавіо Коболлі 6–2, 6–4                                 | Андрій Рубльов                   | Фелікс Оже-Аліассім Томас Мартін Етчеверрі | Александр Мюллер (тенісист) Лук'яно Дардері Їржі Легечка Роберто Баутіста Аґут |
| 19 травня          | Hamburg Open Гамбург, Німеччина ATP 500 Ґрунт (red) – €2,320,160 – 32S/16Q/16D Одиночний розряд – Парний розряд                                       | Сімоне Болеллі Андреа Вавассорі 6–4, 6–0                | Андрес Мольтені Фернандо Ромболі | Фелікс Оже-Аліассім Томас Мартін Етчеверрі | Александр Мюллер (тенісист) Лук'яно Дардері Їржі Легечка Роберто Баутіста Аґут |
| 19 травня          | Geneva Open Женева, Швейцарія ATP 250 Ґрунт (red) – €622,850 – 28S/16Q/16D Одиночний розряд – Парний розряд                                           | Новак Джокович 5–7, 7–6(7–2), 7–6(7–2)                  | Губерт Гуркач                    | Себастьян Офнер Кемерон Норрі              | Тейлор Фріц Карен Хачанов Олексій Попирин Маттео Арналді                       |
| 19 травня          | Geneva Open Женева, Швейцарія ATP 250 Ґрунт (red) – €622,850 – 28S/16Q/16D Одиночний розряд – Парний розряд                                           | Садіо Думбія Фаб'єн Ребуль 6–7(4–7), 6–4, [11–9]        | Аріель Беар Йоран Вліґен         | Себастьян Офнер Кемерон Норрі              | Тейлор Фріц Карен Хачанов Олексій Попирин Маттео Арналді                       |
| 26 травня 2 червня | Відкритий чемпіонат Франції з тенісу Париж, Франція Grand Slam Ґрунт (red) – €26,334,000 – 128S/128Q/64D/32X Одиночний розряд – Парний розряд – Мікст | Карлос Алькарас 4–6, 6–7(5–7), 6–4, 7–6(7–3), 7–6(10–2) | Яннік Сіннер                     | Новак Джокович Лоренцо Музетті             | Олександр Бублик Александр Зверєв Френсіс Тіафо Томмі Пол                      |
| 26 травня 2 червня | Відкритий чемпіонат Франції з тенісу Париж, Франція Grand Slam Ґрунт (red) – €26,334,000 – 128S/128Q/64D/32X Одиночний розряд – Парний розряд – Мікст | Марсель Гранольєрс Орасіо Себальйос 6–0, 6–7(5–7), 7–5  | Джо Солсбері Ніл Скупскі         | Новак Джокович Лоренцо Музетті             | Олександр Бублик Александр Зверєв Френсіс Тіафо Томмі Пол                      |
| 26 травня 2 червня | Відкритий чемпіонат Франції з тенісу Париж, Франція Grand Slam Ґрунт (red) – €26,334,000 – 128S/128Q/64D/32X Одиночний розряд – Парний розряд – Мікст | Сара Еррані Андреа Вавассорі 6–0, 6–7(5–7), 7–5         | Тейлор Таунсенд Еван Кінґ        | Новак Джокович Лоренцо Музетті             | Олександр Бублик Александр Зверєв Френсіс Тіафо Томмі Пол                      |

### Червень
| Тиждень           | Турнір | Чемпіони                                          | Фіналісти                       | Півфіналісти                         | Чвертьфіналісти                                                     |
| ----------------- | --- | ------------------------------------------------- | ------------------------------- | ------------------------------------ | ------------------------------------------------------------------- |
| 9 червня          | Stuttgart Open Штутгарт, Німеччина ATP 250 Трава – €778,445 – 28S/16Q/16D Одиночний розряд – Парний розряд                               | Тейлор Фріц 6–3, 7–6(7–0)                         | Александр Зверєв                | Бен Шелтон Фелікс Оже-Аліассім       | Брендон Накашіма Їржі Легечка Юстін Енґель Мартон Фучович           |
| 9 червня          | Stuttgart Open Штутгарт, Німеччина ATP 250 Трава – €778,445 – 28S/16Q/16D Одиночний розряд – Парний розряд                               | Сантьяго Гонсалес Остін Крайчек 6–4, 6–4          | Алекс Мікелсен Ражів Рам        | Бен Шелтон Фелікс Оже-Аліассім       | Брендон Накашіма Їржі Легечка Юстін Енґель Мартон Фучович           |
| 9 червня          | Rosmalen Grass Court Championships Гертогенбос, Нідерланди ATP 250 Трава – €733,665 – 28S/16Q/16D Одиночний розряд – Парний розряд       | Габрієль Діалло 7–5, 7–6(10–8)                    | Зізу Берґс                      | Рейллі Опелка Юго Енбер              | Данило Медведєв Марк Лаял Карен Хачанов Нуно Боржеш                 |
| 9 червня          | Rosmalen Grass Court Championships Гертогенбос, Нідерланди ATP 250 Трава – €733,665 – 28S/16Q/16D Одиночний розряд – Парний розряд       | Меттью Ебден Джордан Томпсон 6–4, 3–6, [10–7]     | Джуліан Кеш Ллойд Ґласспул      | Рейллі Опелка Юго Енбер              | Данило Медведєв Марк Лаял Карен Хачанов Нуно Боржеш                 |
| 16 червня         | Halle Open Галле, Німеччина ATP 500 Трава – €2,683,820 – 32S/16Q/16D Одиночний розряд – Парний розряд                                    | Олександр Бублик 6–3, 7–6(7–4)                    | Данило Медведєв                 | Карен Хачанов Александр Зверєв       | Томаш Махач Томас Мартін Етчеверрі Алекс Мікелсен Флавіо Коболлі    |
| 16 червня         | Halle Open Галле, Німеччина ATP 500 Трава – €2,683,820 – 32S/16Q/16D Одиночний розряд – Парний розряд                                    | Кевін Кравіц Тім Пюц 6–3, 7–6(7–4)                | Сімоне Болеллі Андреа Вавассорі | Карен Хачанов Александр Зверєв       | Томаш Махач Томас Мартін Етчеверрі Алекс Мікелсен Флавіо Коболлі    |
| 16 червня         | Queen's Club Championships Лондон, Велика Британія ATP 500 Трава – €2,683,820 – 32S/16Q/16D Одиночний розряд – Парний розряд             | Карлос Алькарас 7–5, 6–7(5–7), 6–2                | Їржі Легечка                    | Роберто Баутіста Аґут Джек Дрейпер   | Артур Рендеркнек Гольгер Руне Jacob Fearnley Брендон Накашіма       |
| 16 червня         | Queen's Club Championships Лондон, Велика Британія ATP 500 Трава – €2,683,820 – 32S/16Q/16D Одиночний розряд – Парний розряд             | Джуліан Кеш Ллойд Ґласспул 6–3, 6–7(5–7), [10–6]  | Нікола Мектич Майкл Вінус       | Роберто Баутіста Аґут Джек Дрейпер   | Артур Рендеркнек Гольгер Руне Jacob Fearnley Брендон Накашіма       |
| 23 червня         | Mallorca Championships Santa Ponsa, Іспанія ATP 250 Трава – €622,850 – 28S/16Q/16D Одиночний розряд – Парний розряд                      | Таллон Ґрікспор 7–5, 7–6(7–3)                     | Корентен Муте                   | Алекс Мікелсен Фелікс Оже-Аліассім   | Learner Tien Роберто Баутіста Аґут Габрієль Діалло Хамад Меджедович |
| 23 червня         | Mallorca Championships Santa Ponsa, Іспанія ATP 250 Трава – €622,850 – 28S/16Q/16D Одиночний розряд – Парний розряд                      | Сантьяго Гонсалес Остін Крайчек 6−1, 1−6, [15−13] | Юкі Бгамбрі Роберт Ґалловей     | Алекс Мікелсен Фелікс Оже-Аліассім   | Learner Tien Роберто Баутіста Аґут Габрієль Діалло Хамад Меджедович |
| 23 червня         | Eastbourne Open Істборн, Велика Британія ATP 250 Трава – €783,690 – 28S/16Q/16D Одиночний розряд – Парний розряд                         | Тейлор Фріц 7–5, 6–1                              | Дженсон Бруксбі                 | Алехандро Давидович Фокіна Юго Енбер | Маркос Гірон Якуб Меншик Billy Harris Ден Еванс                     |
| 23 червня         | Eastbourne Open Істборн, Велика Британія ATP 250 Трава – €783,690 – 28S/16Q/16D Одиночний розряд – Парний розряд                         | Джуліан Кеш Ллойд Ґласспул 6–4, 7–6(7–5)          | Аріель Беар Йоран Вліґен        | Алехандро Давидович Фокіна Юго Енбер | Маркос Гірон Якуб Меншик Billy Harris Ден Еванс                     |
| 30 червня 7 липня | Вімблдонський турнір Лондон, Велика Британія Grand Slam Трава – £24,919,000 – 128S/128Q/64D/32X Одиночний розряд – Парний розряд – Мікст | Яннік Сіннер 4–6, 6–4, 6–4, 6–4                   | Карлос Алькарас                 | Новак Джокович Тейлор Фріц           | Бен Шелтон Флавіо Коболлі Карен Хачанов Кемерон Норрі               |
| 30 червня 7 липня | Вімблдонський турнір Лондон, Велика Британія Grand Slam Трава – £24,919,000 – 128S/128Q/64D/32X Одиночний розряд – Парний розряд – Мікст | Джуліан Кеш Ллойд Ґласспул 6–2, 7–6(7–3)          | Рінкі Хіджіката Давід Пел       | Новак Джокович Тейлор Фріц           | Бен Шелтон Флавіо Коболлі Карен Хачанов Кемерон Норрі               |
| 30 червня 7 липня | Вімблдонський турнір Лондон, Велика Британія Grand Slam Трава – £24,919,000 – 128S/128Q/64D/32X Одиночний розряд – Парний розряд – Мікст | Катержина Сінякова Сем Вербек 6–2, 7–6(7–3)       | Луїза Стефані Джо Солсбері      | Новак Джокович Тейлор Фріц           | Бен Шелтон Флавіо Коболлі Карен Хачанов Кемерон Норрі               |

### Липень
| Тиждень  | Турнір | Чемпіони                                                 | Фіналісти                        | Півфіналісти                             | Чвертьфіналісти                                                       |
| -------- | --- | -------------------------------------------------------- | -------------------------------- | ---------------------------------------- | --------------------------------------------------------------------- |
| 14 липня | Los Cabos Open Los Cabos, Мексика ATP 250 Тверде – $920,480 – 28S/16Q/16D Одиночний розряд – Парний розряд    | Денис Шаповалов 6–2, 6–4                                 | Александар Ковачевич             | Андрій Рубльов Адам Валтон               | Еміліо Нава Хуан Пабло Фіковіч Трістан Скулкейт Джеймс Дакворт        |
| 14 липня | Los Cabos Open Los Cabos, Мексика ATP 250 Тверде – $920,480 – 28S/16Q/16D Одиночний розряд – Парний розряд    | Роберт Кеш Джеймс Трейсі 7–6(7–4), 6–4                   | Blake Bayldon Трістан Скулкейт   | Андрій Рубльов Адам Валтон               | Еміліо Нава Хуан Пабло Фіковіч Трістан Скулкейт Джеймс Дакворт        |
| 14 липня | Swedish Open Бостад, Швеція ATP 250 Ґрунт (red) – €622,850 – 28S/16Q/16D Одиночний розряд – Парний розряд     | Лук'яно Дардері 6–4, 3–6, 6–3                            | Єспер де Йонґ                    | Франсіско Черундоло Каміло Уґо Карабеллі | Дамір Джумгур Себастьян Баес Філіп Місолич Таллон Ґрікспор            |
| 14 липня | Swedish Open Бостад, Швеція ATP 250 Ґрунт (red) – €622,850 – 28S/16Q/16D Одиночний розряд – Парний розряд     | Гвідо Андреоцці Сандер Арендс 6–7(4–7), 7–5, [10–6]      | Адам Павласек Ян Зелінський      | Франсіско Черундоло Каміло Уґо Карабеллі | Дамір Джумгур Себастьян Баес Філіп Місолич Таллон Ґрікспор            |
| 14 липня | Swiss Open Гштаад, Швейцарія ATP 250 Ґрунт (red) – €622,850 – 28S/16Q/16D Одиночний розряд – Парний розряд    | Олександр Бублик 6–4, 4–6, 6–3                           | Хуан Мануель Черундоло           | Ignacio Buse Артюр Казо                  | Каспер Рууд Роман Андрес Бурручаґа Jérôme Kym Франсіско Комесанья     |
| 14 липня | Swiss Open Гштаад, Швейцарія ATP 250 Ґрунт (red) – €622,850 – 28S/16Q/16D Одиночний розряд – Парний розряд    | Франсіску Кабрал Лукас Мідлер 6–7(4–7), 7–6(7–4), [10–3] | Гендрік Єбенс Альбано Оліветті   | Ignacio Buse Артюр Казо                  | Каспер Рууд Роман Андрес Бурручаґа Jérôme Kym Франсіско Комесанья     |
| 21 липня | Washington Open Вашингтон, США ATP 500 Тверде – $2,574,145 – 48S/24Q/16D Одиночний розряд – Парний розряд     | Алекс де Мінор 5–7, 6–1, 7–6(7–3)                        | Алехандро Давидович Фокіна       | Бен Шелтон Корентен Муте                 | Тейлор Фріц Френсіс Тіафо Данило Медведєв Брендон Накашіма            |
| 21 липня | Washington Open Вашингтон, США ATP 500 Тверде – $2,574,145 – 48S/24Q/16D Одиночний розряд – Парний розряд     | Сімоне Болеллі Андреа Вавассорі 6–3, 6–4                 | Юго Нис Едуар Роже-Васслен       | Бен Шелтон Корентен Муте                 | Тейлор Фріц Френсіс Тіафо Данило Медведєв Брендон Накашіма            |
| 21 липня | Austrian Open Кіцбюель, Австрія ATP 250 Ґрунт (red) – €622,850 – 28S/16Q/16D Одиночний розряд – Парний розряд | Олександр Бублик 6–4, 6–3                                | Артюр Казо                       | Ботік ван де Зандсгулп Артур Рендеркнек  | Олександр Шевченко Тьягу Сейбот Вілд Ян-Леннард Штруфф Яннік Ганфманн |
| 21 липня | Austrian Open Кіцбюель, Австрія ATP 250 Ґрунт (red) – €622,850 – 28S/16Q/16D Одиночний розряд – Парний розряд | Петр Ноуза Патрік Рікль 1–6, 7–6(7–3), [10–5]            | Нейл Оберляйтнер Joel Schwärzler | Ботік ван де Зандсгулп Артур Рендеркнек  | Олександр Шевченко Тьягу Сейбот Вілд Ян-Леннард Штруфф Яннік Ганфманн |
| 21 липня | Croatia Open Умаг, Хорватія ATP 250 Ґрунт (red) – €622,850 – 28S/16Q/16D Одиночний розряд – Парний розряд     | Лук'яно Дардері 6–3, 6–3                                 | Карлос Табернер                  | Дамір Джумгур Каміло Уґо Карабеллі       | Єспер де Йонґ Тітуан Дроге Pablo Llamas Ruiz Dino Prižmić             |
| 21 липня | Croatia Open Умаг, Хорватія ATP 250 Ґрунт (red) – €622,850 – 28S/16Q/16D Одиночний розряд – Парний розряд     | Ромен Арнеодо Мануель Гінар 7–5, 7–6(7–2)                | Patrik Trhac Маркус Вілліс       | Дамір Джумгур Каміло Уґо Карабеллі       | Єспер де Йонґ Тітуан Дроге Pablo Llamas Ruiz Dino Prižmić             |
| 28 липня | Canadian Open Торонто, Канада ATP 1000 Тверде – $10,913,715 – 96S/32Q/32D Одиночний розряд – Парний розряд    | Бен Шелтон 6–7(5–7), 6–4, 7–6(7–3)                       | Карен Хачанов                    | Александр Зверєв Тейлор Фріц             | Олексій Попирин Алекс Мікелсен Алекс де Мінор Андрій Рубльов          |
| 28 липня | Canadian Open Торонто, Канада ATP 1000 Тверде – $10,913,715 – 96S/32Q/32D Одиночний розряд – Парний розряд    | Джуліан Кеш Ллойд Гласспул 6–3, 6–7(5–7), [13–11]        | Джо Солсбері Ніл Скупскі         | Александр Зверєв Тейлор Фріц             | Олексій Попирин Алекс Мікелсен Алекс де Мінор Андрій Рубльов          |

### Серпень
| Тиждень             | Турнір | Чемпіони                                 | Фіналісти                      | Півфіналісти                    | Чвертьфіналісти                                            |
| ------------------- | --- | ---------------------------------------- | ------------------------------ | ------------------------------- | ---------------------------------------------------------- |
| 4 серпня 11 серпня  | Cincinnati Open Мейсон, США ATP 1000 Тверде – $10,699,452 – 96S/48Q/32D Одиночний розряд – Парний розряд                         | Карлос Алькарас 5–0 ret.                 | Яннік Сіннер                   | Térence Atmane Александр Зверєв | Фелікс Оже-Аліассім Гольгер Руне Бен Шелтон Андрій Рубльов |
| 4 серпня 11 серпня  | Cincinnati Open Мейсон, США ATP 1000 Тверде – $10,699,452 – 96S/48Q/32D Одиночний розряд – Парний розряд                         | Нікола Мектич Ражів Рам 4–6, 6–3, [10–5] | Лоренцо Музетті Лоренцо Сонего | Térence Atmane Александр Зверєв | Фелікс Оже-Аліассім Гольгер Руне Бен Шелтон Андрій Рубльов |
| 18 серпня           | Winston-Salem Open Вінстон-Сейлем, США ATP 250 Тверде – $ – 48S/16Q/16D Одиночний розряд, парний розряд                          | vs.                                      | vs.                            |                                 |                                                            |
| 18 серпня           | Winston-Salem Open Вінстон-Сейлем, США ATP 250 Тверде – $ – 48S/16Q/16D Одиночний розряд, парний розряд                          | / vs. /                                  |                                |                                 |                                                            |
| 25 серпня 1 вересня | Відкритий чемпіонат США з тенісу Нью-Йорк, США Grand Slam Тверде – $ – 128S/128Q/64D/32X Одиночний розряд, парний розряд – Mixed | vs.                                      | vs.                            |                                 |                                                            |
| 25 серпня 1 вересня | Відкритий чемпіонат США з тенісу Нью-Йорк, США Grand Slam Тверде – $ – 128S/128Q/64D/32X Одиночний розряд, парний розряд – Mixed | / vs. /                                  |                                |                                 |                                                            |

### Вересень
| Тиждень             | Турнір                                                                                               | Чемпіони                  | Фіналісти                 | Півфіналісти | Чвертьфіналісти |
| ------------------- | --- | ------------------------- | ------------------------- | ------------ | --------------- |
| 8 вересня           | Davis Cup Qualifiers second round 14 teams                                                           | vs vs vs                  | vs vs vs                  |              |                 |
| 15 вересня          | Laver Cup Сан-Франциско, США Тверде (i) – $                                                          | Team World vs Team Europe | Team World vs Team Europe |              |                 |
| 15 вересня          | Chengdu Open Ченду, КНР ATP 250 Тверде – $ – 28S/16Q/16D Одиночний розряд, парний розряд             | vs.                       | vs.                       |              |                 |
| 15 вересня          | Chengdu Open Ченду, КНР ATP 250 Тверде – $ – 28S/16Q/16D Одиночний розряд, парний розряд             | / vs. /                   |                           |              |                 |
| 15 вересня          | Hangzhou Open Ханчжоу, КНР ATP 250 Тверде (i) – $ – 28S/16Q/16D Одиночний розряд, парний розряд      | vs.                       | vs.                       |              |                 |
| 15 вересня          | Hangzhou Open Ханчжоу, КНР ATP 250 Тверде (i) – $ – 28S/16Q/16D Одиночний розряд, парний розряд      | / vs. /                   |                           |              |                 |
| 22 вересня          | China Open Пекін, КНР ATP 500 Тверде – $ – 32S/16Q/16D Одиночний розряд, парний розряд               | vs.                       | vs.                       |              |                 |
| 22 вересня          | China Open Пекін, КНР ATP 500 Тверде – $ – 32S/16Q/16D Одиночний розряд, парний розряд               | / vs. /                   |                           |              |                 |
| 22 вересня          | Japan Open Токіо, Японія ATP 500 Тверде – $ – 32S/16Q/16D Одиночний розряд, парний розряд            | vs.                       | vs.                       |              |                 |
| 22 вересня          | Japan Open Токіо, Японія ATP 500 Тверде – $ – 32S/16Q/16D Одиночний розряд, парний розряд            | / vs. /                   |                           |              |                 |
| 29 вересня 6 жовтня | Мастерс Шанхай Шанхай, КНР ATP Masters 1000 Тверде – $ – 96S/48Q/32D Одиночний розряд, парний розряд | vs.                       | vs.                       |              |                 |
| 29 вересня 6 жовтня | Мастерс Шанхай Шанхай, КНР ATP Masters 1000 Тверде – $ – 96S/48Q/32D Одиночний розряд, парний розряд | / vs. /                   |                           |              |                 |

### Жовтень
| Тиждень   | Турнір | Чемпіони | Фіналісти | Півфіналісти | Чвертьфіналісти |
| --------- | --- | -------- | --------- | ------------ | --------------- |
| 13 жовтня | Astana Open Алмати, Казахстан ATP 250 Тверде – $ – 28S/16Q/16D Одиночний розряд, парний розряд                             | vs.      | vs.       |              |                 |
| 13 жовтня | Astana Open Алмати, Казахстан ATP 250 Тверде – $ – 28S/16Q/16D Одиночний розряд, парний розряд                             | / vs. /  |           |              |                 |
| 13 жовтня | European Open Брюссельський столичний регіон, Бельгія ATP 250 Тверде (i) – € – 28S/16Q/16D Одиночний розряд, парний розряд | vs.      | vs.       |              |                 |
| 13 жовтня | European Open Брюссельський столичний регіон, Бельгія ATP 250 Тверде (i) – € – 28S/16Q/16D Одиночний розряд, парний розряд | / vs. /  |           |              |                 |
| 13 жовтня | Stockholm Open Стокгольм, Швеція ATP 250 Тверде (i) – € – 28S/16Q/16D Одиночний розряд, парний розряд                      | vs.      | vs.       |              |                 |
| 13 жовтня | Stockholm Open Стокгольм, Швеція ATP 250 Тверде (i) – € – 28S/16Q/16D Одиночний розряд, парний розряд                      | / vs. /  |           |              |                 |
| 20 жовтня | Swiss Indoors Базель, Швейцарія ATP 500 Тверде (i) – € – 32S/16Q/16D Одиночний розряд, парний розряд                       | vs.      | vs.       |              |                 |
| 20 жовтня | Swiss Indoors Базель, Швейцарія ATP 500 Тверде (i) – € – 32S/16Q/16D Одиночний розряд, парний розряд                       | / vs. /  |           |              |                 |
| 20 жовтня | Vienna Open Відень, Австрія ATP 500 Тверде (i) – € – 32S/16Q/16D Одиночний розряд, парний розряд                           | vs.      | vs.       |              |                 |
| 20 жовтня | Vienna Open Відень, Австрія ATP 500 Тверде (i) – € – 32S/16Q/16D Одиночний розряд, парний розряд                           | / vs. /  |           |              |                 |
| 27 жовтня | Мастерс Париж Paris, Франція ATP Masters 1000 Тверде (i) – € – 56S/28Q/32D Одиночний розряд, парний розряд                 | vs.      | vs.       |              |                 |
| 27 жовтня | Мастерс Париж Paris, Франція ATP Masters 1000 Тверде (i) – € – 56S/28Q/32D Одиночний розряд, парний розряд                 | / vs. /  |           |              |                 |

### Листопад
| Тиждень      | Турнір                                                                                             | Чемпіони | Фіналісти | Півфіналісти | Чвертьфіналісти |
| ------------ | -------------------------------------------------------------------------------------------------- | -------- | --------- | ------------ | --------------- |
| 3 листопада  | Belgrade Open Белград, Сербія ATP 250 Тверде (i) – € – 28S/16Q/16D Одиночний розряд, парний розряд | vs.      | vs.       |              |                 |
| 3 листопада  | Belgrade Open Белград, Сербія ATP 250 Тверде (i) – € – 28S/16Q/16D Одиночний розряд, парний розряд | / vs. /  |           |              |                 |
| 3 листопада  | Moselle Open Мец, Франція ATP 250 Тверде (i) – € – 28S/16Q/16D Одиночний розряд, парний розряд     | vs.      | vs.       |              |                 |
| 3 листопада  | Moselle Open Мец, Франція ATP 250 Тверде (i) – € – 28S/16Q/16D Одиночний розряд, парний розряд     | / vs. /  |           |              |                 |
| 10 листопада | ATP Finals Турин, Італія ATP Фінали Тверде (i) – $ – 8S/8D (RR) Одиночний розряд, парний розряд    | vs.      | vs.       |              |                 |
| 10 листопада | ATP Finals Турин, Італія ATP Фінали Тверде (i) – $ – 8S/8D (RR) Одиночний розряд, парний розряд    | / vs. /  |           |              |                 |
| 17 листопада | Davis Cup Final 8 Болонья, Італія Тверде (i) – 8 teams                                             | vs.      | vs.       |              |                 |

### Грудень
| Тиждень | Турнір | Чемпіони | Фіналісти | Півфіналісти | Чвертьфіналісти |
| ------- | --- | -------- | --------- | ------------ | --------------- |
| TBD     | Фінал Наступного Покоління ATP Джидда, Саудівська Аравія Next Generation ATP Фінали Тверде (i) – $ – 8S (RR) Одиночний розряд | vs.      | vs.       |              |                 |